# Pyhäselkä

Wappen der ehemaligen Gemeinde Pyhäselkä

Lage von Pyhäselkä in Finnland

Pyhäselkä [ˈpyhæsɛlkæ] ist eine ehemalige Gemeinde im Osten Finnlands mit rund 7700 Einwohnern. Zum Jahresbeginn 2009 wurde sie zusammen mit Eno in die Stadt Joensuu eingemeindet.
Pyhäselkä liegt in der Landschaft Nordkarelien rund 20 km südlich von Joensuu am Ostufer des gleichnamigen Sees, der zum Saimaa-Seengebiet gehört. Das Gemeindezentrum von Pyhäselkä heißt Hammaslahti, die zweite größere Siedlung ist Reijola. Beide liegen an der Staatsstraße 6 von Pernå nach Kajaani und der Bahnstrecke nach Joensuu. Daneben gehören zum Gemeindegebiet die Dörfer Mulo, Voudinkylä, Suhmura, und Niittylahti.
In Pyhäselkä befindet sich ein Bergwerk und ein Zentrum der Holzindustrie. Viele Einwohner arbeiten in Joensuu. Die Gemeinde profitiert von der Nähe zum größten Ort Nordkareliens: Die Einwohnerzahl steigt von Jahr zu Jahr, und die Arbeitslosigkeit ist mit 11,5 % (2002) deutlich niedriger als in den meisten anderen Gemeinden der strukturschwachen Region.